# Buitrago
Buitrago es un municipio y localidad española de la provincia de Soria, en la comunidad autónoma de Castilla y León. El término municipal tiene una población de 74 habitantes (INE 2024).

## Geografía
Pertenece a la comarca de Almarza y al partido judicial de  Soria.

## Historia

Término municipal de Buitrago.

Lugar que durante la Edad Media perteneció a la Comunidad de Villa y Tierra de Soria formando parte del Sexmo de San Juan. En el documento original, figura como Buytrago.
El Censo de Pecheros de 1528, en el que no se contaban eclesiásticos, hidalgos y nobles, registraba la existencia de 24 pecheros, es decir unidades familiares que pagaban impuestos.
A la caída del Antiguo Régimen la localidad se constituye en municipio constitucional en la región de Castilla la Vieja, partido de Soria que en el censo de 1842 contaba con 51 hogares y 207 vecinos. Hacia mediados del siglo XIX, el lugar tenía contabilizadas 44 casas. Aparece descrito en el cuarto volumen del Diccionario geográfico-estadístico-histórico de España y sus posesiones de Ultramar de Pascual Madoz de la siguiente manera:

BUITRAGO: l. con ayunt. en la prov. y part. jud. de Soria (2 leg.), aud. terr. y c. g. de Burgos (28), dióc. de Osma (12). sit. en alto sobre el camino real de Yanguas, donde le combaten con violencia los vientos del N., su clima es frio y propenso á calenturas y dolores de costado: tiene 44 casas, la de ayunt., escuela de instruccion primaria concurrida por unos 20 alumnos de ambos sexos, y una igl parr. (San Esteban Protomartir) servida por un cura párroco, cuya plaza es de entrada y de provision ordinaria en concurso: confina el térm. N. y O. Fuentelsaz; E. Renieblas, y S. Fuentecantos; dentro de él se encuentra una fuente de buenas aguas, que surte al vecindario, el terreno es de buena calidad; le atraviesa el camino real que conduce á Yanguas, y otros para los pueblos comarcanos, todos en buen estado: recibe el correo de la adm. de Soria los lunes y jueves por medio de un balijero que sale los mismos dias; prod.: trigo cebada, avena, guijas, yeros y lentejas; cria algo de ganado lanar, y mular y vacuno el necesario para la agricultura: pobl. 51 vec., 207 alm. cap. imp.: 36,687 rs. 30 mrs. presupuesto municipal 900 rs que se cubren de los fondos de propios y arbitrios, y el déficit por reparto vecinal.
(Madoz, 1846, p. 486)

A mediados del siglo XIX, creció el término del municipio porque incorporó a Ausejo de la Sierra y a Fuentelfresno. 
A finales del siglo XIX disminuyó el término del municipio porque se independizó Ausejo de la Sierra, con Fuentelfresno.

## Demografía
Cuenta con una población de 74 habitantes (INE 2024).
| Gráfica de evolución demográfica de Buitrago entre 1842 y 2021 |
| |
| Población de derecho según los censos de población del INE Población de hecho según los censos de población del INEEntre el censo de 1857 y el anterior, crece el término del municipio porque incorpora a 42028 (Ausejo de la Sierra) y 425045 (Fuentelfresno) Entre el censo de 1900 y el anterior, disminuye el término del municipio porque independiza a 42028 (Ausejo de la Sierra) |